# 330

## Събития
- 11 май – Константин I премества столицата на Римската империя от Рим във Византион, който е наречен по-късно Константинопол.

## Родени
- Мойсей Мурин, светец.